# پیوند کیمارا

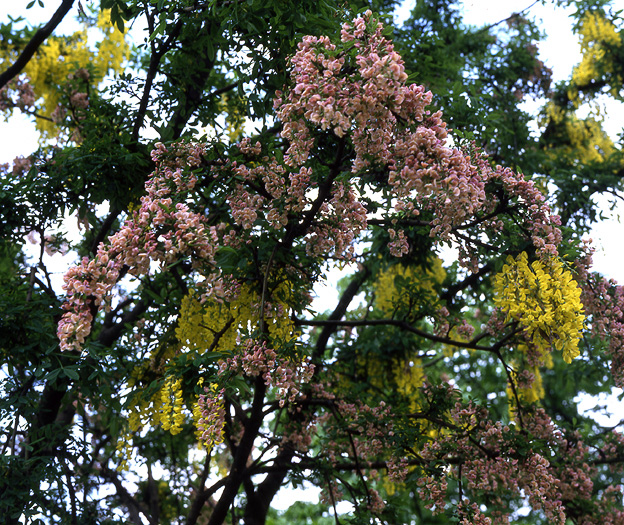
درخت کوچک + Laburnocytisus 'Adamii' نمونه‌ای دیدنی از پیوند کیمارا است.

در باغبانی، پیوند کیمارا ممکن است در پیوند در نقطه تماس بین پایه و پیوندک ایجاد شود و دارای خواص میانی بین «والدین» خود باشد. پیوند کیمارا یک دورگه واقعی نیست، بلکه ترکیبی از سلول‌ها است که هر کدام ژنوتیپ یکی از «والدین» خود را دارند؛ این یک کیمارا است. از این رو، اصطلاح «پیوند دورگه» که زمانی به‌طور گسترده استفاده می‌شد، توصیف‌کننده این ویژگی نیست. اکنون بر آن خرده گرفته شد. نیاز به یادآوری است که واژه «کیمارا» از ترکیب دو واژه فارسی «کیمیا» و «آرا» ایجاد شده‌است.
تکثیر فقط از طریق شبیه‌سازی است. در عمل پیوند کیمارا به دلیل پایداری مورد توجه قرار نمی‌گیرند و ممکن است به راحتی به یکی از «والدین» برگردند.

## نامگذاری
ماده 21 ICNCP تصریح می‌کند که پیوند کیمارا می‌توان به دو شکل نام گذاری کرد:
- یک فرمول: نام هر دو "والد"، به ترتیب حروف الفبا، با علامت مثبت "+" به هم پیوسته‌اند:

Crataegus + Mespilus
- یک نام:
  - اگر «والد» متعلق به سرده‌های مختلف باشد، ممکن است با پیوستن بخشی از یک نام عمومی به کل نام عمومی دیگر، نامی تشکیل شود. این نام نباید با نام عمومی منتشر شده تحت کد بین‌المللی نامگذاری جلبک‌ها، قارچ‌ها و گیاهان (ICN) یکسان باشد. به عنوان مثال + Crataegomespilus نام پیوند کیمارا است که ممکن است با فرمول Crataegus + Mespilus نیز نشان داده شود. این نام به وضوح با × Crataemespilus، نام تحت ICN برای دورگه واقعی بین Crataegus و Mespilus، که می‌تواند با فرمول Crataegus × Mespilus نیز مشخص شود، متفاوت است.
  - اگر هر دو «والد» به یک سرده تعلق داشته باشند، ممکن است به پیوند کیمارا یک نام «رقم» داده شود. به عنوان مثال Syringa 'Correlata' یک پیوند کیمارا است که شامل Syringa vulgaris (یاس بنفش معمولی) و Syringa × chinensis (یاس بنفش روئن، که خود ترکیبی بین S. vulgaris و S. laciniata است) می‌شود. هیچ علامت مثبتی استفاده نمی‌شود، زیرا هر دو "والد" متعلق به سرده Syringa هستند.

پیوند کیمارا نمی‌تواند نام گونه داشته باشد، زیرا به‌طور همزمان دو گونه است. اگرچه برای مثال، + Laburnocytisus 'Adamii' گاهی اوقات به شکلی نوشته می‌شود که گویی یک گونه است (+ Laburnocytisus adamii)، اما این نادرست است.

## جستار های وابسته
- Bizzaria - یک پیوند کیمارا بسیار محبوب در مرکبات
- کیمارا (ژنتیک)
- پیوند زدن